# Geochroon
De geochroon (Engels: geochron) is een grafisch hulpmiddel voor radiometrische datering, meer specifiek bij de uranium-lood- en lood-loodmethode. In een tweedimensionaal diagram waarin isotopen van lood en uranium tegen elkaar staan uitgezet is het een isochroon, een rechte lijn die punten van gelijke ouderdom verbindt. In het geval van de geochroon is dit de ouderdom van de Aarde.
Twee isotopen van uranium (238U en 235U) vervallen naar twee verschillende isotopen van lood (206Pb en 207Pb). De verhoudingen tussen tussen de moeder- en dochterisotopen bieden twee afzonderlijke manieren om de ouderdom van een monster te bepalen. Om de twee waardes te combineren zet men de hoeveelheid van beide dochters tegen elkaar uit in een diagram, beide genormaliseerd door te delen door een andere, niet-radiogene isotoop van lood (204Pb). 
De verhouding tussen de isotopen kan ook bij monsters van gelijke ouderdom verschillen als bij de vorming ook dochterisotopen ("gewoon" lood) werden ingesloten. Bij datering met lood en uranium meet men meerdere monsters met een verschillende hoeveelheid "gewoon" lood die tot hetzelfde systeem (in de praktijk een gesteente of serie gesteentes) behoren, en dus dezelfde ouderdom hebben. De gemeten waarden zet men uit in het diagram om een isochroon te verkrijgen. Uit de helling van de isochroon volgt de ouderdom van de monsters. 
Om de geochroon (en daarmee de ouderdom van de Aarde) te bepalen meet men monsters ontstaan tijdens de vorming van de Aarde. Omdat er op Aarde geen materialen van de vorming zijn overgebleven gebruikt men hiervoor meteorieten. Meteorieten zijn onverstoorde overblijfselen van de vorming van het Zonnestelsel. De geochroon en de ouderdom van het Zonnestelsel werden voor het eerst bepaald door Clair Patterson in 1956.